# Sarcos, Gers
 Sarcos  là một xã thuộc tỉnh Gers trong vùng Occitanie tây nam nước Pháp. Xã này có độ cao trung bình 309 mét trên mực nước biển.